# Nancy Hamilton
Nancy Hamilton (Sewickley, 27 luglio 1908 – 18 febbraio 1985) è stata un'attrice teatrale e sceneggiatrice statunitense.

## Filmografia

### Sceneggiatrice
- Il piacere dello scandalo (1938) - autrice del soggetto dall'opera teatrale
- Mademoiselle Du Barry (1943) - adattamento
- The Unconquered (1954) - anche regista e produttrice

## Musica
Ha scritto il testo dello jazz standard del 1940 How High the Moon.

## Riconoscimenti
- Premio Oscar
  - 1956: Oscar al miglior documentario per Helen Keller in Her Story